# Лайонвілл (Пенсільванія)
Лайонвілл (англ. Lionville) — переписна місцевість (CDP) в США, в окрузі Честер штату Пенсільванія. Населення — 6582 особи (2020).

## Географія
Лайонвілл розташований за координатами 40°3′6″ пн. ш. 75°38′39″ зх. д. / 40.05167° пн. ш. 75.64417° зх. д. (40.051597, -75.644132).  За даними Бюро перепису населення США в 2010 році переписна місцевість мала площу 6,46 км², з яких 6,43 км² — суходіл та 0,03 км² — водойми.

## Демографія
Згідно з переписом 2010 року, у переписній місцевості мешкало 6189 осіб у 2538 домогосподарствах у складі 1679 родин. Густота населення становила 957 осіб/км².  Було 2718 помешкань (420/км²).
Расовий склад населення:
| - 86,8 % — білих - 6,5 % — азіатів - 4,0 % — чорних або афроамериканців - 0,1 % — корінних американців |

До двох чи більше рас належало 1,7 %. Частка іспаномовних становила 2,9 % від усіх жителів.
За віковим діапазоном населення розподілялося таким чином: 23,8 % — особи молодші 18 років, 64,9 % — особи у віці 18—64 років, 11,3 % — особи у віці 65 років та старші. Медіана віку мешканця становила 37,8 року. На 100 осіб жіночої статі у переписній місцевості припадало 98,6 чоловіків;  на 100 жінок у віці від 18 років та старших — 94,6 чоловіків також старших 18 років.